# McLaren Elva
McLaren Elva är en sportbil som den brittiska biltillverkaren McLaren Automotive presenterade i november 2019.

## McLaren Elva
McLaren Elva har fått sitt namn efter de öppna sportvagnsprototyper Bruce McLaren byggde på 1960-talet. Bilen har en helt öppen kaross utan tak, vindruta och sidorutor. Istället ska aktiva aerodynamiska hjälpmedel styra bort luftflödet från sittbrunnen. Den är till stora delar byggd i kolfibermaterial och uppges vara den lättaste bil McLaren tillverkat. McLaren planerar att bygga 399 bilar med ett pris på £1 425 000.

### Tekniska data
| Tekniska data               | McLaren P1                                                            |
| --------------------------- | --------------------------------------------------------------------- |
| Motor:                      | 8-cylindrig 90° V-motor med dubbelturbo                               |
| Cylindervolym:              | 3994 cm³                                                              |
| Borrning x slaglängd:       | 93,0x69,9 mm                                                          |
| Max effekt vid varvtal:     | 815 hk vid v/min                                                      |
| Max vridmoment vid varvtal: | 800 Nm vid v/min                                                      |
| Ventilstyrning:             | Dubbla överliggande kamaxlar per cylinderrad, 4 ventiler per cylinder |
| Bränslesystem:              | Direktinsprutning                                                     |
| Växellåda:                  | 7-växlad växellåda med dubbelkoppling                                 |
| Bromsar:                    | Keramiska skivbromsar                                                 |
| Hjulupphängning fram & bak: | Dubbla tvärlänkar                                                     |
| Chassi & kaross:            | Chassi och kaross i kolfiberarmerad epoxiplast.                       |
| Däck:                       |                                                                       |
| Hjulbas:                    |                                                                       |
| L x B x H:                  |                                                                       |
| Torrvikt:                   |                                                                       |
| Acceleration 0 – 100 km/h:  | <3 s                                                                  |
| Acceleration 0 – 200 km/h:  | 6,7 s                                                                 |
| Toppfart:                   |                                                                       |